# Енгалычевское сельское поселение
Енгалычевское се́льское поселе́ние — муниципальное образование в Дубёнском районе Мордовии Российской Федерации.
Административный центр — село Енгалычево.

## История
Статус и границы сельского поселения установлены Законом Республики Мордовия от 28 декабря 2004 года № 118-З «Об установлении границ муниципальных образований Дубёнского муниципального района, Дубёнского муниципального района и наделении их статусом сельского поселения и муниципального района».
В 2011 году был упразднён входивший в состав поселения посёлок Осиповка.

## Население
| 2002 | 2010 | 2012 | 2013 | 2014 | 2015 | 2016 |
| ---- | ---- | ---- | ---- | ---- | ---- | ---- |
| 649  | ↘496 | ↘475 | ↘461 | ↘445 | ↘428 | ↘409 |
| 2017 | 2018 | 2019 | 2020 | 2021 |      |      |
| ↘395 | ↘382 | ↘378 | ↘359 | ↗361 |      |      |

## Состав сельского поселения
| № | Населённый пункт | Тип населённого пункта       | Население |
| - | ---------------- | ---------------------------- | --------- |
| 1 | Енгалычево       | село, административный центр | ↘460      |
| 2 | Явлейка          | деревня                      | ↘36       |